# 介错

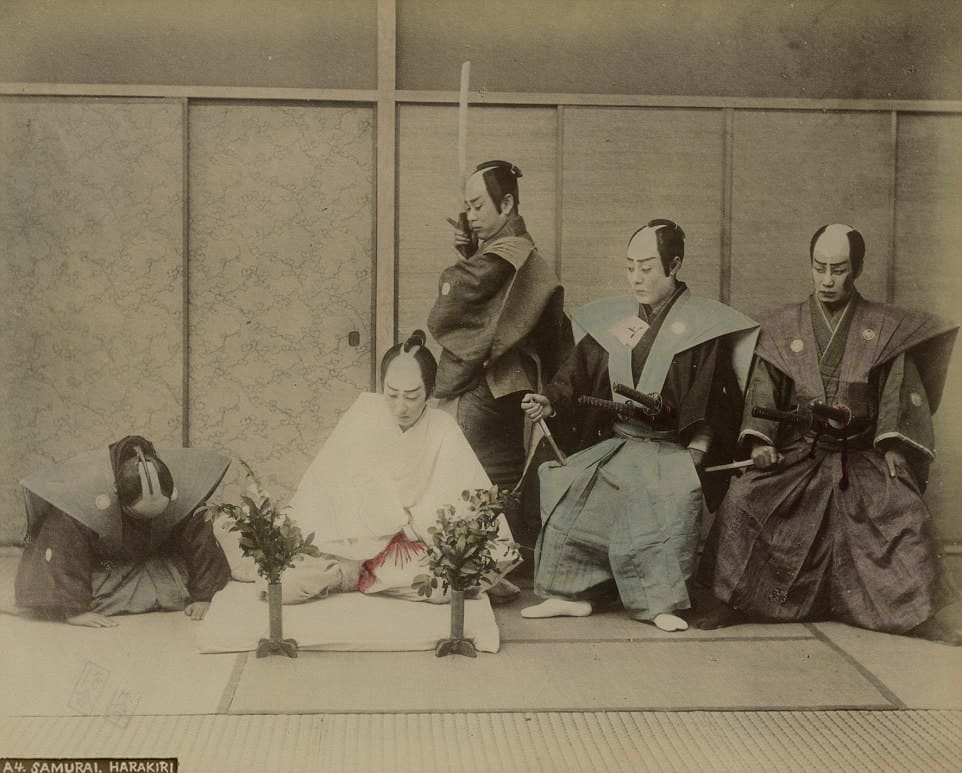
時代劇中的切腹場面，站在切腹者（著白衣者）身後舉刀者即是介錯人

介錯是指在日本切腹儀式中為切腹自殺者斬首，以讓切腹者更快死亡，免除痛苦折磨的行為過程，是一種傳統的武士道精神。而執行介錯過程者稱為「介錯人」（日文：／ Kaishakuhito）。
由於切腹過程太過痛苦，所以從早期的獨自切腹演變成委託信賴之人擔任「介錯」；對於被託付執行介錯的人來說，是一件相當光榮的事情。介錯只會由切腹者關係密切的親友或是劍術精湛的人來執行。

## 扇子腹
切腹到江戶時代以後，切腹者漸漸演變成象徵性的儀式。為了避免切腹者的痛苦，很多時候，用以切腹的武士刀被改為扇子或木刀：切腹者用它在肚子上比劃一下，介錯人的刀就斬下來了。這樣的切腹只是名義上、形式上的，實際上同於斬首刑，這就是所謂的「扇子腹」。日本向來有不追究死者責任的獨特道德觀念，因此漸漸演變成一種「武士為家族存續而生，為家族存續而死，此言也並不為過。」，既然只是為了保全名譽的做法，發自內心真正的切腹也就少見了。

## 關連項目
- 公儀介錯人
- 帶子狼
- 协助自杀